# Ясеново (Бургасская область)
Ясеново (болг. Ясеново) — село в Болгарии. Находится в Бургасской области, входит в общину Руен. Население составляет 382 человека (2022).

## Политическая ситуация
В местном кметстве Ясеново, в состав которого входит Ясеново, должность кмета (старосты) исполняет Ибрахим Хюсеин Рашид (Движение за права и свободы (ДПС)) по результатам выборов правления кметства.
Кмет (мэр) общины Руен — Дурхан Мехмед Мустафа (Движение за права и свободы (ДПС)) по результатам выборов в правление общины.